# Associació de Futbol de l'Uzbekistan
L'Associació de Futbol de l'Uzbekistan, també coneguda per les sigles UFA (en anglès: Uzbekistan Football Association, en uzbek: Oʻzbekiston Futbol Assotsiatsiyasi, en rus: Федерация футбола Узбекистана) és l'òrgan de govern del futbol a la República de l'Uzbekistan. Va ser fundada l'any 1946 i està afiliada a la Confederació Asiàtica de Futbol (AFC) i a la Federació Internacional de Futbol Associació (FIFA) des de 1993 i 1994 respectivament.
El 2014, l'UFA va ser una de les sis federacions fundadores de l'Associació de Futbol de l'Àsia Central (CAFA), una de les cinc zones geogràfiques en les quals està dividida l'AFC.
L'UFA és la responsable d'organitzar el futbol de totes les categories, incloses les de futbol femení, futbol sala i les respectives seleccions nacionals.
Segons la pàgina oficial de la FIFA, l'UFA es va fundar el 1946, però segons la web oficial de l'associació uzbeka no es va constituir fins al 1992, poc després de proclamar-se la independència de l'Uzbekistan l'any 1991. Anteriorment, el futbol de l'Uzbekistan era part integrant de la Unió Soviètica.
El 1992, l'UFA va fundar la Lliga uzbeka de futbol (O'zbekiston Superligasi) que és la principal lliga del país i la disputen catorze equips. El mateix any també va fundar la Uzbekistan Pro League (fins al 2017 va ser coneguda com a Uzbekistan First League), que és la segona competició de lliga més important del país.
El 1992, també es va fundar la Copa uzbeka de futbol, que és la principal competició per eliminatòries. Des de 1999, el campió de la lliga uzbeka i el campió de la copa uzbeka diputen la Uzbekistan Super Cup, una competició a partit únic que dona pas a l'inici de la temporada.